# Anne Killigrew
Anne Killigrew (1660–1685) foi uma poetisa e pintora inglesa, descrita por contemporâneos como "Uma graça para a beleza e uma musa para o humor". Nascida em Londres, ela e sua família eram ativas nos círculos literários e da corte. Os poemas de Killigrew foram distribuídos em manuscritos e coletados e publicados postumamente em 1686, depois que ela morreu de varíola aos 25 anos. Eles foram reimpressos várias vezes por estudiosos modernos, mais recentemente e completamente por Margaret J. M. Ezell.